# やのひでのり
やの ひでのり（本名：矢野英理 ）は、劇作家・脚本家。鍼灸師。劇団参人芝居主宰。福岡県出身。千葉県浦安市在住。年齢非公開。

## 経歴
- 東京都立戸山高等学校卒
- 中央大学卒
- 円・演劇研究所（19期）出身
- 脚本家、布勢博一に師事
- 1995年、『銀河の祭りの夜に』が、日本劇作家協会新人戯曲賞の一次選考を通過。
- 1998年～ 山口あきら（青年座、役者名「山口晃」）が演出。やの戯曲に新しい光を当て、より高い質の作品を創る
- 1998年 『都会の救世主』にて第19回BK（NHK大阪）ラジオドラマ脚本賞入賞
- 1999年 『ブドリよ、私は未だ眠ることができない』で第十回テアトロ新人戯曲賞受賞
  - やのひでのりの他、磯村純（青年座）、山崎哲（岸田戯曲賞受賞劇作家）も演出
- 北区つかこうへい劇団（5期生劇作家コース）に所属していたこともあったが、自己都合で退団。公式な経歴にはない。

## 主な作品
病院を舞台とした、精神世界を描く作品が多い。
これは、やのの親族に医療関係者が少なくなく（やの本人は鍼灸師の国家資格所有）、幼少の頃から病院に関わることがあったためと推測される。

### 脚本
- ブドリよ、私は未だ眠ることができない（テアトロ 通巻680号、全文掲載）
- 長い夢のあとで
- 銀河の祭りの夜に
- 人間機械論
- 幽閉の踊り子
- デイ・ケア
- カゾクゲーム
- ミロク
- 男と方舟
- 沸点
- さようならギャングたち
- あれかこれか キルケゴールとレギーネの物語
- アニマアニムス
- 僕たちの逃走
- 仏教学入門 道元の悩み
- 捨て犬達のエレジー
- キープハンズ
- DOGS
- モーニングワーク（喪の仕事）
- 敵前逃亡の弥勒菩薩
- 男と方舟
- 級友
- D51（第51病棟）
- 夏みかんの島にて（ダ・カーポ掲載）
- 閉ざされた雪の山荘で（原作 東野圭吾 青年座・山口あきら演出 書き下ろし）
- スメル男（原作 原田宗典 青年座・山口あきら演出 書き下ろし）
- 都会の救世主（ラジオドラマ NHK大阪）
- ARISA（ショートフィルム）
- ゆうゆうライフ（ショートフィルム）
- おろかもの（ショートフィルム）